# Gran Premio di Cina 2008
Il Gran Premio di Cina 2008 si è svolto il 19 ottobre sul Circuito di Shanghai.

## Vigilia
A due Gran Premi dal verdetto finale si forma una "triplice alleanza" contro Hamilton, dopo le dichiarazioni di Alonso alla fine del Gran Premio del Giappone: il pilota spagnolo farà di tutto per ostacolare l'inglese e favorire Massa per la conquista del titolo.
La FIA diffonde un comunicato: per i Campionati mondiali 2010, 2011, 2012 ci sarà l'introduzione di un motore unico per tutte le scuderie costruito da terzi; le scuderie potranno comunque continuare a costruire motori ma seguendo gli standard e i dettagli del motore che sarà progettato.

## Prove
Nella prima sessione del venerdì, si è avuta questa situazione:
| Pos | Nome           | Squadra/Motore   | Tempo    |
| --- | -------------- | ---------------- | -------- |
| 1   | Lewis Hamilton | McLaren-Mercedes | 1:35.630 |
| 2   | Felipe Massa   | Ferrari          | 1:36.020 |
| 3   | Kimi Räikkönen | Ferrari          | 1:36.052 |

Nella seconda sessione del venerdì, si è avuta questa situazione:
| Pos | Nome              | Squadra/Motore   | Tempo    |
| --- | ----------------- | ---------------- | -------- |
| 1   | Lewis Hamilton    | McLaren-Mercedes | 1:35.750 |
| 2   | Fernando Alonso   | Renault          | 1:36.024 |
| 3   | Nelson Piquet Jr. | Renault          | 1:36.094 |

Nella sessione del sabato mattina, si è avuta questa situazione:
| Pos | Nome           | Squadra/Motore   | Tempo    |
| --- | -------------- | ---------------- | -------- |
| 1   | Nick Heidfeld  | BMW Sauber       | 1:36.061 |
| 2   | Lewis Hamilton | McLaren-Mercedes | 1:36.135 |
| 3   | Robert Kubica  | BMW Sauber       | 1:36.150 |

## Qualifiche
Nella sessione di qualificazione, si è avuta questa situazione:
| Pos | N. | Nome                 | Costruttore/Motore  | Q1       | Q2       | Q3       | Griglia |
| --- | -- | -------------------- | ------------------- | -------- | -------- | -------- | ------- |
| 1   | 22 | Lewis Hamilton       | McLaren-Mercedes    | 1:35.566 | 1:34.947 | 1:36.303 | 1       |
| 2   | 1  | Kimi Räikkönen       | Ferrari             | 1:35.983 | 1:35.355 | 1:36.645 | 2       |
| 3   | 2  | Felipe Massa         | Ferrari             | 1:35.971 | 1:35.135 | 1:36.889 | 3       |
| 4   | 5  | Fernando Alonso      | Renault             | 1:35.769 | 1:35.461 | 1:36.927 | 4       |
| 5   | 23 | Heikki Kovalainen    | McLaren-Mercedes    | 1:35.623 | 1:35.216 | 1:36.930 | 5       |
| 6   | 10 | Mark Webber          | Red Bull            | 1:36.238 | 1:35.686 | 1:37.083 | 16†     |
| 7   | 3  | Nick Heidfeld        | BMW Sauber          | 1:36.224 | 1:35.403 | 1:37.201 | 9‡      |
| 8   | 14 | Sebastian Vettel     | Toro Rosso-Ferrari  | 1:35.752 | 1:35.386 | 1:37.685 | 6       |
| 9   | 11 | Jarno Trulli         | Toyota              | 1:36.104 | 1:35.715 | 1:37.934 | 7       |
| 10  | 14 | Sébastien Bourdais   | Toro Rosso-Ferrari  | 1:36.239 | 1:35.478 | 1:38.885 | 8       |
| 11  | 6  | Nelson Piquet Jr.    | Renault             | 1:36.029 | 1:35.722 |          | 10      |
| 12  | 4  | Robert Kubica        | BMW Sauber          | 1:36.503 | 1:35.814 |          | 11      |
| 13  | 12 | Timo Glock           | Toyota              | 1:36.210 | 1:35.937 |          | 12      |
| 14  | 17 | Rubens Barrichello   | Honda               | 1:36.640 | 1:36.079 |          | 13      |
| 15  | 7  | Nico Rosberg         | Williams-Toyota     | 1:36.434 | 1:36.210 |          | 14      |
| 16  | 9  | David Coulthard      | Red Bull            | 1:36.731 |          |          | 15      |
| 17  | 8  | Kazuki Nakajima      | Williams-Toyota     | 1:36.863 |          |          | 17      |
| 18  | 16 | Jenson Button        | Honda               | 1:37.053 |          |          | 18      |
| 19  | 20 | Adrian Sutil         | Force India-Ferrari | 1:37.730 |          |          | 19      |
| 20  | 21 | Giancarlo Fisichella | Force India-Ferrari | 1:37.739 |          |          | 20      |

† Mark Webber perde 10 posizioni in griglia dopo la sostituzione del motore,
‡ Nick Heidfeld perde 3 posizioni in griglia per aver ostacolato David Coulthard durante la Q1,

## Gara
Al via Lewis Hamilton, scatta bene dalla pole e prende la testa con margine sui due ferraristi. Heikki Kovalainen riesce a scavalcare Fernando Alonso che, prima della fine del giro, si riprende la quarta posizione sul lungo rettilineo. Seguono Heidfeld, Vettel e Kubica. Un contatto con Sébastien Bourdais alla prima curva, costringe Jarno Trulli all’immediato ritiro.
Come si era visto in prova, Hamilton ha su questa pista un passo superiore e può allungare inesorabilmente su Kimi Räikkönen ma soprattutto sul rivale nella corsa al titolo, Felipe Massa, di mezzo secondo a giro più lento. Il brasiliano apre la danza dei pit stop al giro 14 imitato da Alonso. Quando il leader si ferma, un giro dopo, ha già oltre quattro secondi su Räikkönen, che si ferma in contemporanea. Le posizioni non mutano; tra i primi solo Kubica ha una strategia alternativa, occupa a lungo la terza posizione fino al giro 24, quando si ferma per il primo rifornimento.
Il resto della corsa non vede nessun movimento nelle prime posizioni, fatta eccezione per l’arretramento di Kovalainen che, nel corso del trentacinquesimo passaggio, paga il cedimento della gomma anteriore destra. Dopo il secondo stop, a sette giri alla fine, lo scambio di posizioni tra i due piloti della Scuderia Ferrari, consente a Massa di guadagnare due punti per tenere accesa la corsa all’iride in vista del Brasile. Hamilton vince dominando, si prende la rivincita rispetto a quanto successo nel 2007 a Shanghai, e va ad Interlagos potendo puntare al quinto posto. Il doppio podio dei ferraristi avvicina, se non altro, il titolo costruttori a Maranello. Gli altri hanno fatto solo da comparse, nel gran premio più noioso dell’anno. Si distingue Glock, che chiude settimo, con un unico rifornimento poco dopo metà gara.
I risultati del GP sono stati i seguenti:
| Pos | N  | Pilota               | Costruttore/Motore  | Giri | Tempo/Ritiro              | Griglia | Punti |
| --- | -- | -------------------- | ------------------- | ---- | ------------------------- | ------- | ----- |
| 1   | 22 | Lewis Hamilton       | McLaren-Mercedes    | 56   | 1:37.57.403               | 1       | 10    |
| 2   | 2  | Felipe Massa         | Ferrari             | 56   | +14.925                   | 3       | 8     |
| 3   | 1  | Kimi Räikkönen       | Ferrari             | 56   | +16.445                   | 2       | 6     |
| 4   | 5  | Fernando Alonso      | Renault             | 56   | +18.370                   | 4       | 5     |
| 5   | 3  | Nick Heidfeld        | BMW Sauber          | 56   | +28.923                   | 9       | 4     |
| 6   | 4  | Robert Kubica        | BMW Sauber          | 56   | +33.219                   | 11      | 3     |
| 7   | 12 | Timo Glock           | Toyota              | 56   | +41.722                   | 12      | 2     |
| 8   | 6  | Nelson Piquet Jr.    | Renault             | 56   | +56.645                   | 10      | 1     |
| 9   | 15 | Sebastian Vettel     | Toro Rosso-Ferrari  | 56   | +1:04.339                 | 6       |       |
| 10  | 9  | David Coulthard      | Red Bull-Renault    | 56   | +1:14.842                 | 15      |       |
| 11  | 17 | Rubens Barrichello   | Honda               | 56   | +1:25.061                 | 13      |       |
| 12  | 8  | Kazuki Nakajima      | Williams-Toyota     | 56   | +1:30.847                 | 17      |       |
| 13  | 14 | Sébastien Bourdais   | Toro Rosso-Ferrari  | 56   | +1:31.457                 | 8       |       |
| 14  | 10 | Mark Webber          | Red Bull-Renault    | 56   | +1:32.422                 | 16      |       |
| 15  | 7  | Nico Rosberg         | Williams-Toyota     | 55   | +1 giro                   | 14      |       |
| 16  | 16 | Jenson Button        | Honda               | 55   | +1 giro                   | 18      |       |
| 17  | 21 | Giancarlo Fisichella | Force India-Ferrari | 55   | +1 giro                   | 20      |       |
| Rit | 23 | Heikki Kovalainen    | McLaren-Mercedes    | 49   | Freni                     | 5       |       |
| Rit | 20 | Adrian Sutil         | Force India-Ferrari | 13   | Motore                    | 19      |       |
| Rit | 11 | Jarno Trulli         | Toyota              | 2    | Collisione con S.Bourdais | 7       |       |

## Classifiche Mondiali

### Piloti
| Pos | Pilota             | Punti |
| --- | ------------------ | ----- |
| 1   | Lewis Hamilton     | 94    |
| 2   | Felipe Massa       | 87    |
| 3   | Robert Kubica      | 75    |
| 4   | Kimi Räikkönen     | 69    |
| 5   | Nick Heidfeld      | 60    |
| 6   | Fernando Alonso    | 53    |
| 7   | Heikki Kovalainen  | 51    |
| 8   | Sebastian Vettel   | 30    |
| 9   | Jarno Trulli       | 30    |
| 10  | Timo Glock         | 22    |
| 11  | Mark Webber        | 21    |
| 12  | Nelson Piquet Jr.  | 19    |
| 13  | Nico Rosberg       | 17    |
| 14  | Rubens Barrichello | 11    |
| 15  | Kazuki Nakajima    | 9     |
| 16  | David Coulthard    | 8     |
| 17  | Sébastien Bourdais | 4     |
| 18  | Jenson Button      | 3     |

### Costruttori
| Pos | Team             | Punti |
| --- | ---------------- | ----- |
| 1   | Ferrari          | 156   |
| 2   | McLaren-Mercedes | 145   |
| 3   | BMW Sauber       | 135   |
| 4   | Renault          | 72    |
| 5   | Toyota           | 52    |
| 6   | STR-Ferrari      | 34    |
| 7   | RBR-Renault      | 29    |
| 8   | Williams-Toyota  | 26    |
| 9   | Honda            | 14    |